# Chaetopteryx major
Chaetopteryx major là một loài Trichoptera trong họ Limnephilidae. Chúng phân bố ở miền Cổ bắc.